# Újezdec (Mochtín)
Újezdec je malá vesnice, část obce Mochtín v okrese Klatovy v Plzeňském kraji. Nachází se asi 1,5 kilometru jihozápadně od Mochtína. Je zde evidováno 17 adres. V roce 2011 zde trvale žilo 133 obyvatel.
Újezdec leží v katastrálním území Újezdec u Mochtína o rozloze 1 km².

## Historie
První písemná zmínka o vesnici pochází z roku 1383.

## Obyvatelstvo
| Rok            | 1869 | 1880 | 1890 | 1900 | 1910 | 1921 | 1930 | 1950 | 1961 | 1970 | 1980 | 1991 | 2001 | 2011 | 2021 |
| -------------- | ---- | ---- | ---- | ---- | ---- | ---- | ---- | ---- | ---- | ---- | ---- | ---- | ---- | ---- | ---- |
| Počet obyvatel | 138  | 112  | 102  | 123  | 113  | 108  | 110  | 46   | 181  | 230  | 226  | 194  | 167  | 133  | 91   |
| Počet domů     | 18   | 18   | 18   | 17   | 18   | 16   | 16   | 16   | 13   | 14   | 12   | 15   | 13   | 17   | 31   |

## Obecní správa
Při sčítání lidu v letech 1850–1899 Újezdec byl osadou obce Křištín v okrese Klatovy. V letech 1900–1929 byl osadou obce Srbice v okrese Klatovy. V letech 1930–1975 byl samostatnou obcí v okrese Klatovy. Od 1. července 1975 je částí obce Mochtín v okrese Klatovy.

## Galerie

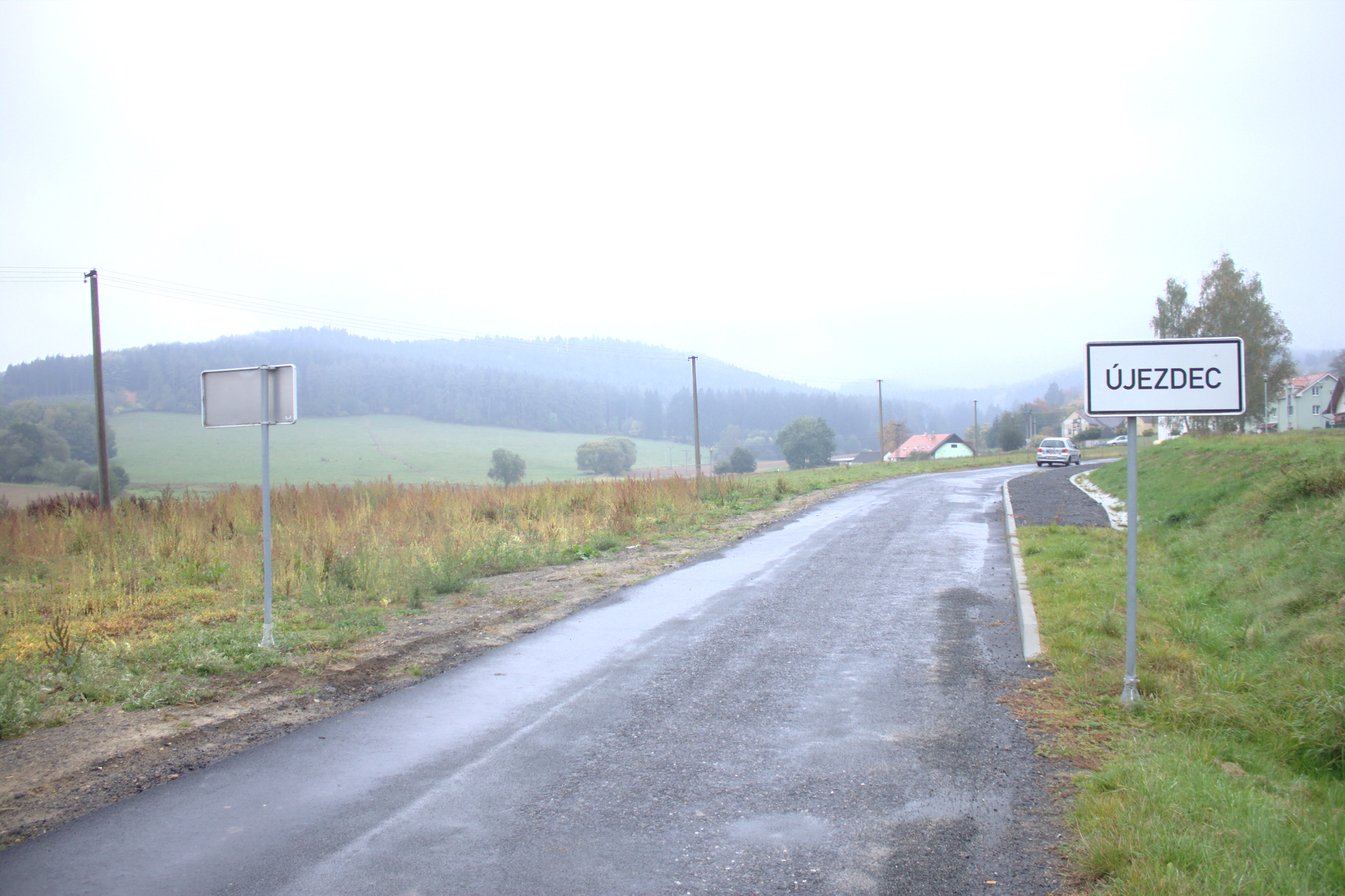
Okraj obce
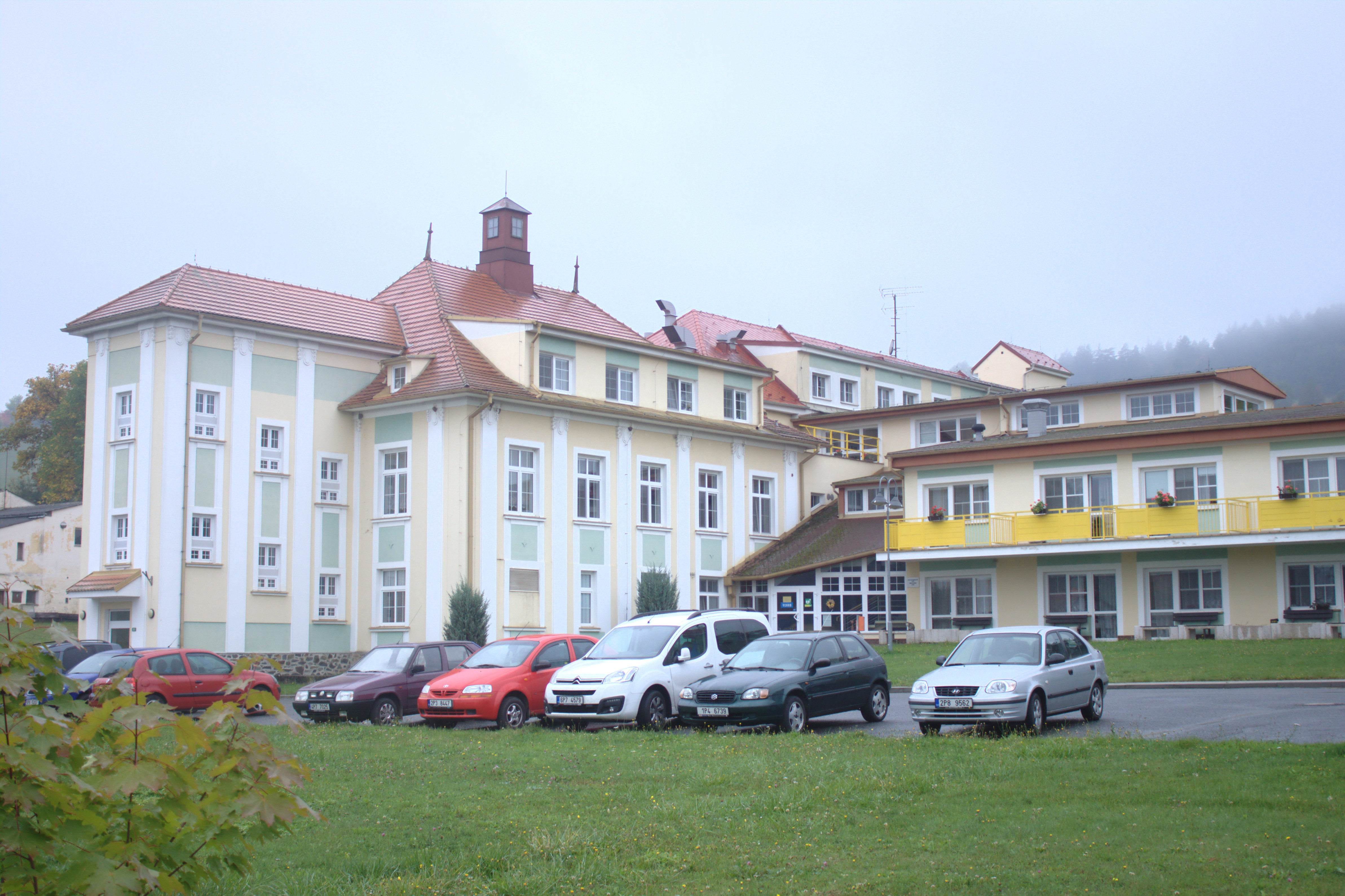
Domov pro seniory
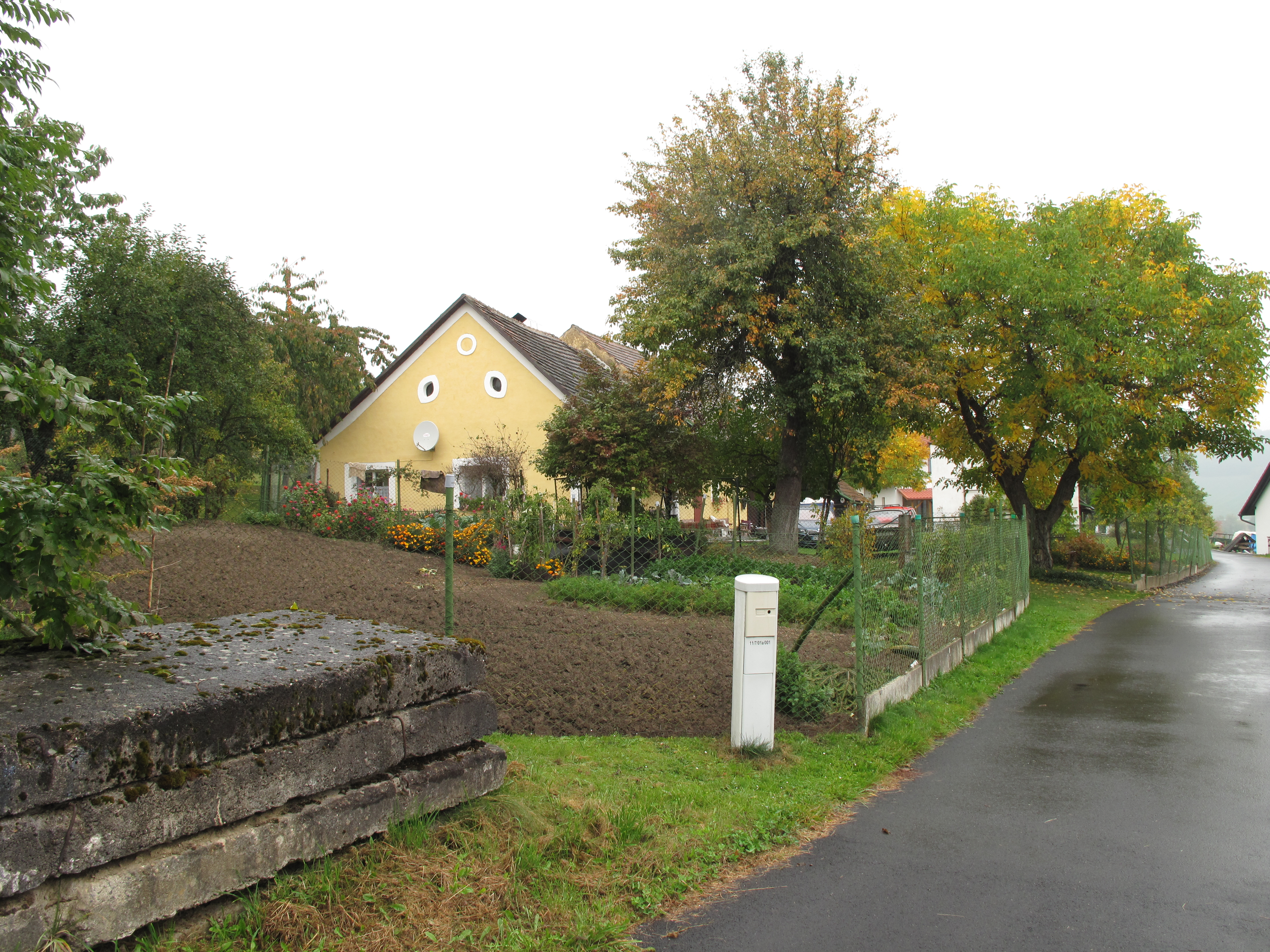
Domy